# 77166 McKaye
77166 McKaye è un asteroide della fascia principale esterna. Scoperto nel 2001, presenta un'orbita caratterizzata da un semiasse maggiore pari a 2,994291 UA e da un'eccentricità di 0,024922, inclinata di 2,038409° rispetto all'eclittica.